# Audelange
Audelange és un municipi francès situat al departament del Jura i a la regió de Borgonya - Franc Comtat. L'any 2007 tenia 225 habitants.

## Demografia

### Població
El 2007 la població de fet d'Audelange era de 225 persones. Hi havia 97 famílies de les quals 20 eren unipersonals (4 homes vivint sols i 16 dones vivint soles), 49 parelles sense fills i 28 parelles amb fills.
La població ha evolucionat segons el següent gràfic:
Habitants censats

### Habitatges
El 2007 hi havia 131 habitatges, 99 eren l'habitatge principal de la família, 24 eren segones residències i 9 estaven desocupats. 113 eren cases i 16 eren apartaments. Dels 99 habitatges principals, 68 estaven ocupats pels seus propietaris, 27 estaven llogats i ocupats pels llogaters i 3 estaven cedits a títol gratuït; 5 tenien dues cambres, 20 en tenien tres, 25 en tenien quatre i 48 en tenien cinc o més. 77 habitatges disposaven pel capbaix d'una plaça de pàrquing. A 45 habitatges hi havia un automòbil i a 50 n'hi havia dos o més.

### Piràmide de població
La piràmide de població per edats i sexe el 2009 era:
| Homes | Edats   | Dones |
| ----- | ------- | ----- |
| 0     | 95 o +  | 0     |
| 0     | 90 a 94 | 0     |
| 0     | 85 a 89 | 0     |
| 8     | 80 a 84 | 8     |
| 8     | 75 a 79 | 0     |
| 0     | 70 a 74 | 0     |
| 4     | 65 a 69 | 4     |
| 4     | 60 a 64 | 8     |
| 8     | 55 a 59 | 8     |
| 16    | 50 a 54 | 24    |
| 4     | 45 a 49 | 8     |
| 4     | 40 a 44 | 0     |
| 8     | 35 a 39 | 4     |
| 4     | 30 a 34 | 4     |
| 0     | 25 a 29 | 12    |
| 12    | 20 a 24 | 0     |
| 0     | 15 a 19 | 8     |
| 4     | 10 a 14 | 4     |
| 4     | 5 a 9   | 0     |
| 4     | 0 a 4   | 0     |

## Economia
El 2007 la població en edat de treballar era de 137 persones, 116 eren actives i 21 eren inactives. De les 116 persones actives 104 estaven ocupades (59 homes i 45 dones) i 12 estaven aturades (6 homes i 6 dones). De les 21 persones inactives 7 estaven jubilades, 5 estaven estudiant i 9 estaven classificades com a «altres inactius».

### Ingressos
El 2009 a Audelange hi havia 104 unitats fiscals que integraven 249 persones, la mediana anual d'ingressos fiscals per persona era de 17.495 €.

### Activitats econòmiques
Dels 12 establiments que hi havia el 2007, 1 era d'una empresa extractiva, 1 d'una empresa de fabricació de material elèctric, 1 d'una empresa de fabricació d'altres productes industrials, 3 d'empreses de construcció, 1 d'una empresa de comerç i reparació d'automòbils, 1 d'una empresa de transport, 2 d'empreses de serveis i 2 d'empreses classificades com a «altres activitats de serveis».
Dels 4 establiments de servei als particulars que hi havia el 2009, 2 eren paletes, 1 lampisteria i 1 perruqueria.
L'any 2000 a Audelange hi havia 8 explotacions agrícoles que ocupaven un total de 304 hectàrees.

## Poblacions més properes
El següent diagrama mostra les poblacions més properes.